# Robin's Wish
Robin's Wish er en amerikansk dokumentarfilm fra 2020, der er skabt af Tylor Norwood.